# Zementofen Gamp

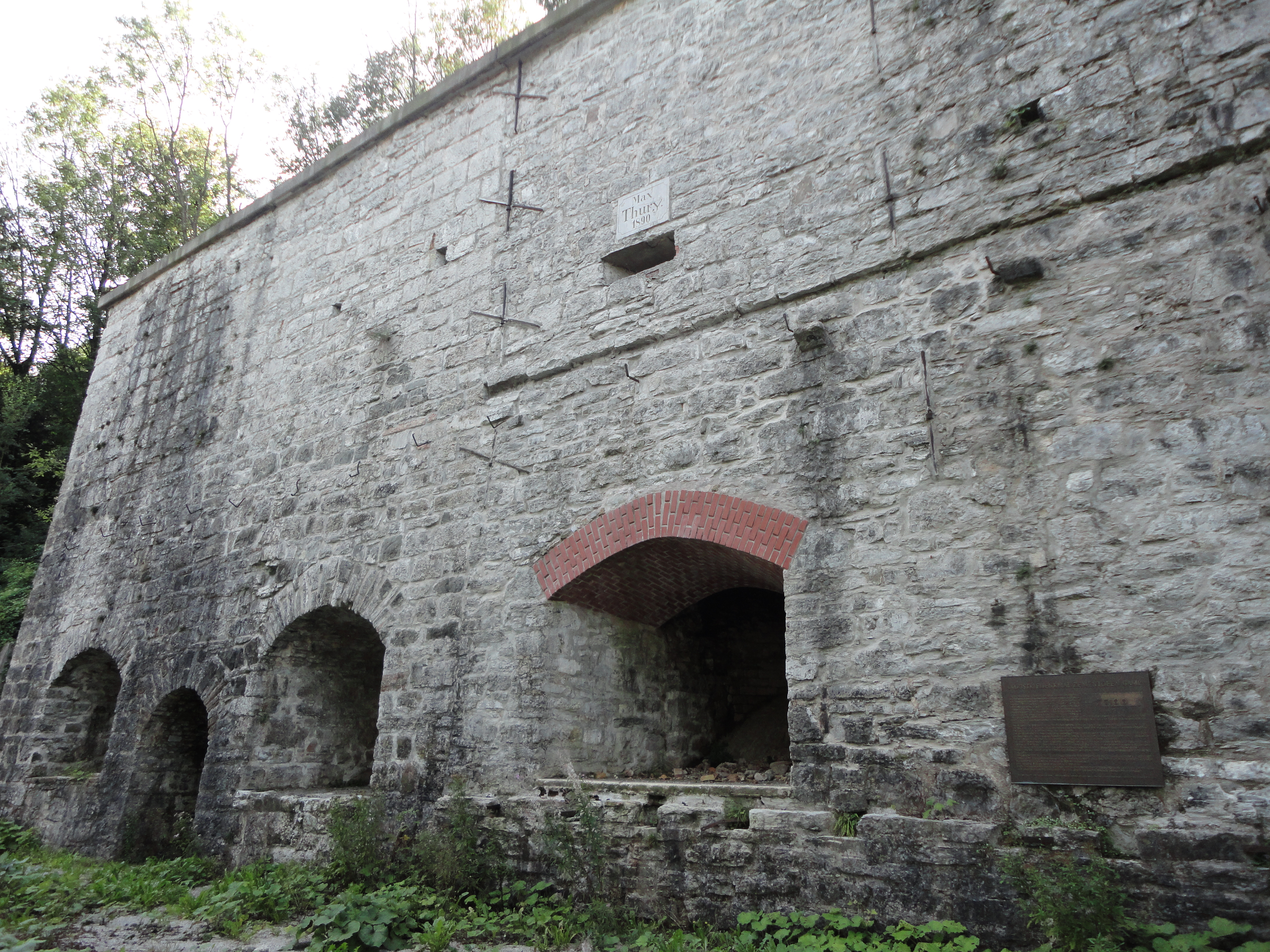
Industriedenkmal Zementofen Gamp

Der Zementofen Gamp ist ein Industriedenkmal in der Katastralgemeinde Hallein-Gamp der Stadt Hallein im Bezirk Hallein im Bundesland Salzburg. Er steht unter Denkmalschutz.

## Geschichte
Nachdem in den 1840er Jahren der Zement in England neu entdeckt wurde, entwickelte sich in der zweiten Hälfte des 19. Jahrhunderts sehr schnell eine Zementindustrie in Europa. 1842 wurde das erste Zementwerk auf österreichischem Boden, in Kufstein eröffnet.

1848 wurden in der Nähe von Schloss Gartenau bei Grödig große Mergelvorkommen, die Grundlage für die Produktion von Zement, entdeckt. Das war der Beginn des heute noch bestehenden Zementwerkes in Gartenau – heute bekannt unter dem Namen „Leube“.
Georg Volderauer startete 1859 mit dem Abbau von Mergel in Gamp bei Hallein. Diese steingemauerte Schachtofenanlage wurde 1890 von Max Thury, Generaldirektor der Perlmoser Aktiengesellschaft, als Produktionsfiliale errichtet. Das Rohmaterial stammt aus den Schrambachschichten oberhalb der Werksanlagen. Der Betrieb wurde 1926 eingestellt.
2003 wurde dieses frühe Industriedenkmal im Land Salzburg umfassend gesichert und restauriert und dadurch vor dem weiteren Verfall gesichert.